# Робінзон Крузо та його друзі
Робінзон Крузо / Казка джунглів (1973) — фільм, знятий румунською студією Animafilm у співпраці зі студією Corona Cinematografica в Італії. Режисуру підписали Гібба (Франческо Мауріціо Гуідо) з італійської сторони та Віктор Антонеску з румунської сторони. Незважаючи на те, що це був перший повнометражний анімаційний фільм, знятий у Румунії, він показувався в країні лише після 1990 року, повністю або епізодами.
Головні герої — Робінзон Крузо (у румунській версії озвучений Йоном Карамітру), його тварини — папуга (Пауль), кошенята (Ліп і Лап) і пухнастий і завжди сонний пес (Даніель) — і місцеві жителі.